# Тризе
Тризе́ (фр. Trizay) — коммуна во Франции, находится в регионе Пуату — Шаранта. Департамент коммуны — Шаранта Приморская. Входит в состав кантона Сен-Поршер. Округ коммуны — Сент.
Код INSEE коммуны — 17453.

## Население
Население коммуны на 2010 год составляло 1342 человека.
| 1962 | 1968 | 1975 | 1982 | 1990 | 1999 | 2010 |
| ---- | ---- | ---- | ---- | ---- | ---- | ---- |
| 683  | 707  | 733  | 902  | 1049 | 1118 | 1342 |